# União Sahel-Benim
A União Sahel-Benim foi uma união de curta duração das quatro ex-colônias francesas da África Ocidental Francesa: a República do Alto Volta (atual Burquina Fasso), o Níger, a República do Daomé (atual Benim) e a Costa do Marfim.
Esta união "foi o agrupamento que trabalhou da maneira mais eficaz pela causa da unidade africana. Esta união [...] foi dotada de instituições modestas, mas funcionais, um conselho com os Chefes de Estado, os ministros de assuntos comuns e os presidentes das Assembleias Nacionais. Foi criada uma união aduaneira, bem como um fundo de amortização. Desenvolveu-se uma coordenação política, econômica e militar".  No entanto, durou apenas por um curto período de tempo e seria substituída em maio de 1959 muito mais modestamente pelo Conseil de l'Entente.